# Aleksandar Katai
Aleksandar Katai (cyr. Александар Катаи; ur. 6 lutego 1991 we Vrbasie) – serbski piłkarz pochodzenia ukraińsko-węgierskiego grający na pozycji pomocnika lub napastnika. Od 2020 roku zawodnik Crvena Zvezda Belgrad.

## Życiorys

### Kariera klubowa
Jest wychowankiem Vojvodiny Nowy Sad. W barwach pierwszej drużyny tego klubu występował z przerwami w latach 2009–2011. W rundzie jesiennej sezonu 2009/2010 przebywał na wypożyczeniu w FK Palić. 1 lipca 2011 został piłkarzem greckiego klubu Olympiakos SFP. W barwach tego klubu nie rozegrał żadnego meczu ligowego. Kolejno był wypożyczany do: kreteńskiego OFI 1925, Vojvodiny, AO Platania Chanion oraz do Crvenej zvezdy. 1 lipca 2015 na zasadzie wolnego transferu definitywnego stał się jej piłkarzem. W sezonie 2015/2016 z 21 golami świętował zdobycie tytułu króla strzelców Super liga Srbije.
W latach 2016–2018 występował w hiszpańskim klubie Deportivo Alavés.
W 2018 wypożyczony był do amerykańskiego klubu Chicago Fire, a następnie 11 lipca 2018 podpisał z nim kontrakt.  

### Kariera reprezentacyjna
13 listopada 2015 zadebiutował w seniorskiej reprezentacji Serbii. Miało to miejsce w meczu przeciwko Czechom, który zakończył się dla Serbów porażką 1:4.